# 音義説
音義説（おんぎせつ）は、日本語の1つの仮名によって表される音（おん）には固有の意義があるとする説。現代の言語学でいう音象徴に近い。

## 歴史

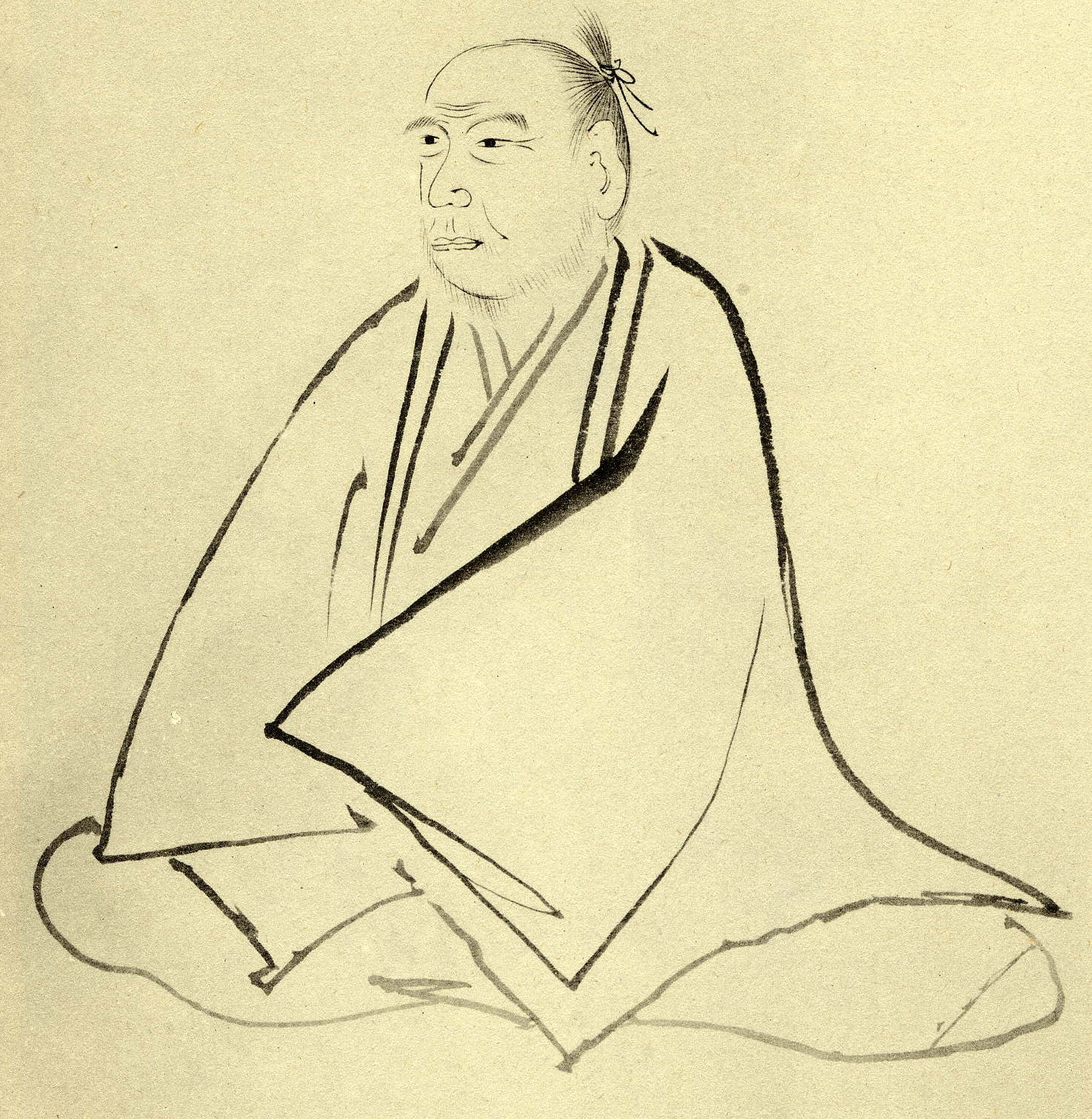
賀茂真淵の『語意考』は、江戸時代の日本語の語源研究の一定の成果として、のちに音義説と称されるものの成立に大きな影響を及ぼした。

主に江戸時代の中期以降に行われ、後期には「国語に霊力が宿っている」という信念が国学者の間で高まるに連れて盛んになっていった。安藤正次によれば、以下の3つに分けることができるという。
| イロハ音義説 | 貞享年間頃から真言宗の僧侶の間で盛んになった。イロハの1字1字に意義があるとし、それにより様々な言葉を解釈しようとした。これは真言密教の陀羅尼に影響であるとされるが、イロハを奉ずるのはイロハの作者が弘法大師（空海）に帰せられる点もまた関係があるとする向きもある。多田義俊の『以呂波訓義伝』もまたイロハの1字1字に意義ありとする。 |
| 言霊派       | 天保年間頃から起こった。中村孝道、高橋残夢らによる。人声には霊があり、声を合わせて様々な言葉とすると説く。 |
| 五十音義派   | この中で、五十音図の各行に固有の意義があるとするのは平田篤胤『古史本辞経』が代表であり、1字1字に意義があるとするのは橘守部『助辞本義一覧』、富樫広蔭『言霊幽顕論』、堀秀成『音義全書』である。 |

以上のような学者が出現したのは、一説に日本語にハ（刃、歯、葉、羽）、ヒ（日、火、氷、樋）のような単音節の単語が多く、複合語の構成が容易であるため、かえって複合語でないものまで分解し得るかのような感じを与え、どのような言葉も容易に比較的少ない種類の単音語に分解することができることなどが原因であろうという。堀秀成の『音図大全解』から1例を挙げれば次のようである。振り仮名は（）内に記す。
幕末から明治にかけて西洋の言語学が紹介されたことで、日本語研究の在り方が大きく変化したことにより、音義説は「科学的価値に乏しい」とされることが多く、21世紀においてもその信奉者は必ずしも多くない。しかし日本語学史上においては、「近世期における国語研究の到達した言語の本質論ないしは言語哲学に関する思索」として取り上げられる。